# Celeste Amarilla

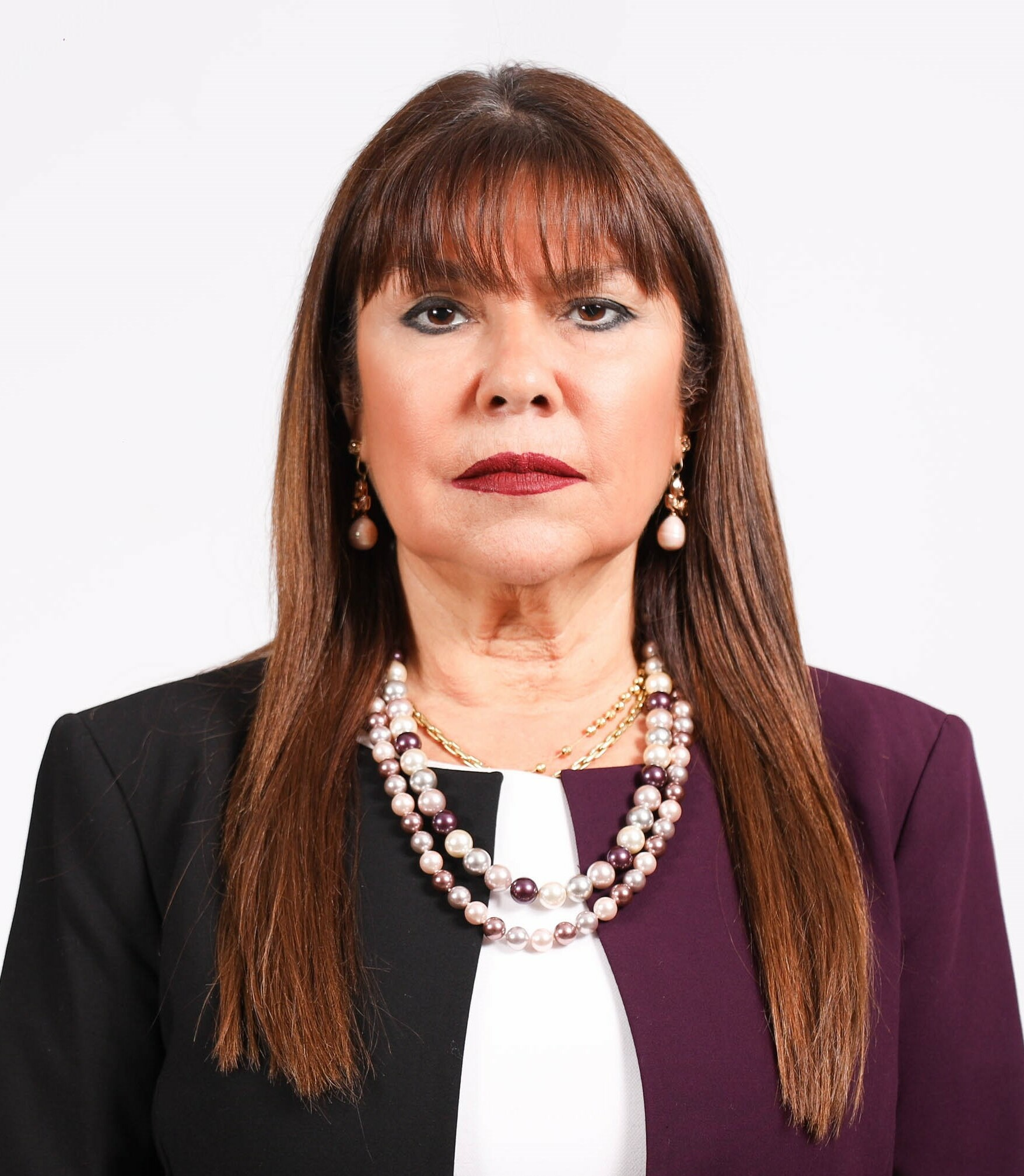
Celeste Amarilla (2023)

Celeste Josefina Amarilla de Boccia (* 21. Oktober 1964 in San Juan Bautista, Departamento Misiones, Paraguay) ist eine paraguayische Politikerin der Authentischen Radikal-Liberalen Partei PLRA (Partido Liberal Radical Auténtico), die unter anderem zwischen 2018 und 2023 Mitglied der Abgeordnetenkammer (Cámara de Diputados) war und seit 2023 Mitglied des Senats (Senado de Paraguay) ist.

## Leben
Celeste Josefina Amarilla, Tochter von Felino Amarilla Leiva und Evangelina Goitia de Amarilla, absolvierte nach dem Besuch der Grund- und Sekundarschule sowie des Collège de l’Immaculée Conception de Asunción ein Studium der Rechtswissenschaften an der Universidad del Norte und nahm danach eine Tätigkeit als Rechtsanwältin auf. Bereits zu Beginn des Studiums wurde sie 1982 Mitglied der Authentischen Radikal-Liberalen Partei PLRA (Partido Liberal Radical Auténtico) und war Mitgründerin von deren Jugendorganisation Juventud Liberal Radical Auténtica. Ein postgraduales Studium der Politikwissenschaften an der Universidad Nacional de Asunción (UNA) schloss sie nicht ab und war zwischen 1991 und 1993 Direktorin der Kämmerei von Fernando de la Mora, das mit einer Population von mehr als 160.000 Einwohnern als eine der wichtigsten Städte des Landes gilt. Sie war zwischen 1996 und 1999 während der Amtszeit von Bürgermeister Martín Burt Direktorin des Personalamtes der Hauptstadt Asunción und fungierte unter Gouverneur Martín Sanemann von 1999 bis 2003 als Sekretärin für Kinder, Sport und soziales Handeln der Regierung des Departamento Central. Sie arbeitete danach in privaten Handelsunternehmen und bekleidete dort unterschiedliche Führungspositionen.
Bei der Parlamentswahl am 22. April 2018 wurde Celeste Amarilla für den PLRA im Hauptstadtdistrikt Asunción zum Mitglied der Abgeordnetenkammer (Cámara de Diputados) gewählt, dem Unterhaus des Nationalkongresses (Congreso Nacional de la República del Paraguay). Während ihrer Mitgliedschaft in der Abgeordnetenkammer war sie unter anderem zwischen 2020 und 2022 Vizepräsidentin des Ausschusses für ländliche Wohlfahrt (Comisión de Bienestar Rural) und von 2022 bis 2023 Präsidentin des Ausschusses für Wirtschaft und Finanzen (Comisión de Asuntos Económicos y Financieros) sowie zeitweilig Sekretärin der PLRA-Fraktion. Bei der darauf folgenden Parlamentswahl am 30. April 2023 wurde sie für den Partido Liberal Radical Auténtico für eine fünfjährige Legislaturperiode zum Mitglied des Senats (Senado de Paraguay) gewählt, dem Oberhaus des Nationalkongresses.
Aus ihrer Ehe mit dem mittlerweile verstorbenen Franklin Rafael Boccia Romañach ging die Tochter Juliana Boccia Amarilla hervor. Sie spricht neben Spanisch auch Französisch und Portugiesisch.